# Емельянов, Игорь Викторович
Игорь Викторович Емельянов (6 марта 1935 ― 16 октября 2021) — советский и российский авиаконструктор, заслуженный изобретатель РСФСР, кандидат технических наук.

## Биография
Родился 6 марта 1935 года в Москве.
С 1958 года после окончания Московского авиационного института работал в «ОКБ Сухого» в должностях от инженера-конструктора до ведущего конструктора по особо сложным объектам и начальника отдела № 9 КБ.
С 1991 года заместитель главного конструктора, с 1992 года — главный конструктор — руководитель темы по созданию, испытанию и внедрению в серийное производство самолёта Су −30. С 1998 года главный конструктор экспортной программы по 4-му китайскому контракту. С 2000 года консультант в составе совета старейшин.
Руководил разработкой и испытаниями топливных систем самолётов Су- 15, Су- 25, Су −27, Т-4.
Участвовал в модернизации и испытаниях самолётов Су- 7 и Су- 9. Разработал новый метод защиты топливных баков от взрыва при их боевом поражении, использованный на самолётах Су- 7, Су- 17, Су-25, Су-27, Су-30.
Участвовал в создании насосных систем для перекачки топлива, применяемых в настоящее время на самолётах многих марок.
Организовал департамент противопожарного оборудования в ЗАО «Гражданские самолёты Сухого».
Руководил конкурсным проектом учебно-тренировочного самолёта С-54.
Кандидат технических наук. Получил 200 авторских свидетельств СССР,а также патентов России, США, ФРГ, Франции и Англии.
Лауреат премии Совета Министров СССР. Заслуженный изобретатель РСФСР, заслуженный конструктор РФ, почётный авиастроитель. Награждён медалью «За трудовую доблесть».
Умер 16 октября 2021 года в Москве.